# 김사준
김사준(金思濬, 1855년 ~ 1917년)은 구한말의 관료이다. 용모가 수려하고 시문에 능했던 것으로 전해진다.

## 생애
조선 선조 계비 인목대비의 아버지인 김제남의 10대손이며, 딸 의친왕비 김숙(병합 이후 이강공비)이 1893년 의친왕과 결혼하여 그의 장인이 되었다.
황현의 《매천야록》에는 광해군과의 권력 다툼 때문에 아버지와 아들을 잃은 인목대비가 친정에 앞으로는 국혼을 하지 말라는 전교를 내린 적이 있어 김사준이 의친왕과 딸의 혼례를 거절하였으나, 신부를 마음에 들어한 명성황후의 뜻에 따라 혼인이 성립되었다는 소문이 적혀 있다.
1879년 음서로써 하위 관료에 천거되었으며 1881년 진사에 올랐고, 이후 현감과 군수 등의 지방관 벼슬을 역임했다. 1901년 대한제국 중추원의 의관이 되었으며, 법부 사리국장, 내장원경, 의정부 찬정, 궁내부 특진관과 규장각 지후관을 지냈다.
1910년 한일 병합 조약 체결에 협조한 공으로 일본 정부로부터 남작 작위를 받았고, 은사공채 2만 5천원을 수령하였다. 그리고 1912년 8월 1일 한국병합기념장과 그해 12월 7일 종5위의 서위를 받았다. 조선총독부 중추원의 참의로 임명되었다. 그러나 1916년 고종 망명을 꾀하는 해외 독립 운동 조직과 연계된 것이 드러나 <조선귀족령> 제16조에 의해 작위를 박탈당했다. 1917년 3월 사망하였다(매일신보 1917년 3월 8일 기사 참조).
2002년 발표된 친일파 708인 명단에 작위를 받은 사실 때문에 포함되었으나, 2008년 민족문제연구소에서 친일인명사전에 수록하기 위해 정리한 친일인명사전 수록예정자 명단에서는 작위 박탈 사실을 인정받아 명단에서 빠졌다.

## 가족 관계
- 아버지 : 김덕수(金德秀, 1832 ~ 1867)[2]
- 어머니 : 증 정부인 동래 정씨(東萊 鄭氏, 1832 ~ 1861) - 정세철(鄭世哲)의 딸
- 새어머니 : 증 정부인 단성 이씨(丹城 李氏, 1846 ~ ?)
  - 본인 : 김사준(金思濬, 1855 ~ 1917)
  - 부인 : 창원 황씨(昌原 黃氏, 1855 ~ 1912) - 황긍연(黃兢淵)의 딸
    - 장남 : 김성기(金聖基, 1878 ~ 1916)[3]
    - 자부 : 전주 이씨(1874 ~ 1895)
    - 자부 : 전의 이씨(1880 ~ 1904)
    - 자부 : 전주 이씨(1888 ~ 1907)
    - 장녀 : 의친왕비 김숙(金淑)
    - 사위 : 의친왕(義親王)
    - 차남 : 김택기(金澤基, 1884 ~ 1958)
    - 자부 : 해평 윤씨(海平 尹氏, 1884 ~ 1955)
    - 3남 : 김춘기(金春基, 1894 ~ ?)
    - 자부 : 박정식(朴貞植, 1901 ~ ?)
    - 4남 : 김경기(金敬基, 1901 ~ 1971)
    - 자부 : 남소아지(南小兒只, 1902 ~ 1958) - 의령 남씨
    - 5남 : 김갑기(金甲基)

 친인척 
- 친족 : 김사철(金思轍)
- 사돈 : 고종(高宗)
- 사돈 : 명성황후(明成皇后)

## 참고 자료
- 김사준(金思濬) - 한국학중앙연구원